# Сардачук Петро Данилович
Петро́ Дани́лович Сардачу́к (нар. 11 липня 1938, с. Звози, Волинське воєводство, Польська Республіка — пом. 21 січня 2022) — радянський і український партійний діяч і дипломат. Кандидат історичних наук з 1970 року. Член Комсомолу та Комуністичної партії України, секретар Івано-Франківського обласного комітету КПУ.
Генеральний консул СРСР в Кракові. Заступник Міністра закордонних справ України. Другий Надзвичайний і Повноважний Посол України в Словаччині (впродовж 1993—1994 років), четвертий Посол в Польщі (у 1994—1998 роках) і третій Посол у Фінляндії (у 2001—2003 роках), за сумісництвом в Ісландії. Завідувач кафедри Прикарпатського національного університету імені Василя Стефаника.
Нагороджений державними нагородами СРСР (ордени Дружби народів і «Знак Пошани») і України (Почесною відзнакою Президента України та орденом «За заслуги» II ступеню), а також Командорським хрестом із зіркою ордену «Заслуг перед Республікою Польща».

## Біографія
Петро Данилович Сардачук народився 11 липня 1938 в українському селі Звози, що на той час входило до складу Волинського воєводства Польської Республіки (нині — Ківерцівської міської громади Луцького району Волинської області). У 1960 році закінчив історичний факультет Львівський державний університет. Після випуску з університету, впродовж 1960—1962 років працював вчителем в середній школі та директором школи.
З 1962 року до 1975 року Сардачук працював на комсомольській та партійній роботі в Києві, Львові, Івано-Франківську. 1970 року захистив дисертацію і здобув ступінь кандидата історичних наук, при тому, що історіографія в часи СРСР була елементом державної пропаганди. З 27 грудня 1975 до 1984 року — секретар Івано-Франківського обласного комітету КПУ.
З 1984 року Петро Сардачук розпочав дипломатичну роботу в Міністерстві закордонних справ СРСР. Впродовж 1984—1985 років працював радником Управління соціалістичних країн Європи МЗС СРСР. У 1986 році Петро Данилович закінчив Дипломатичну академію МЗС СРСР. По завершенню навчання у 1986 році Сардачук був призначений генеральним консулом СРСР в Кракові де працював до 1991 року. Перед самим розпадом СРСР впродовж 1991 року працював завідувачем відділу Третього європейського управління МЗС СРСР.
Після проголошення незалежності України перейшов працювати в Міністерство закордонних справ України начальником Консульського відділу у 1991—1993 роках. Надалі перебував на посадах Надзвичайного і Повноважного Посла:

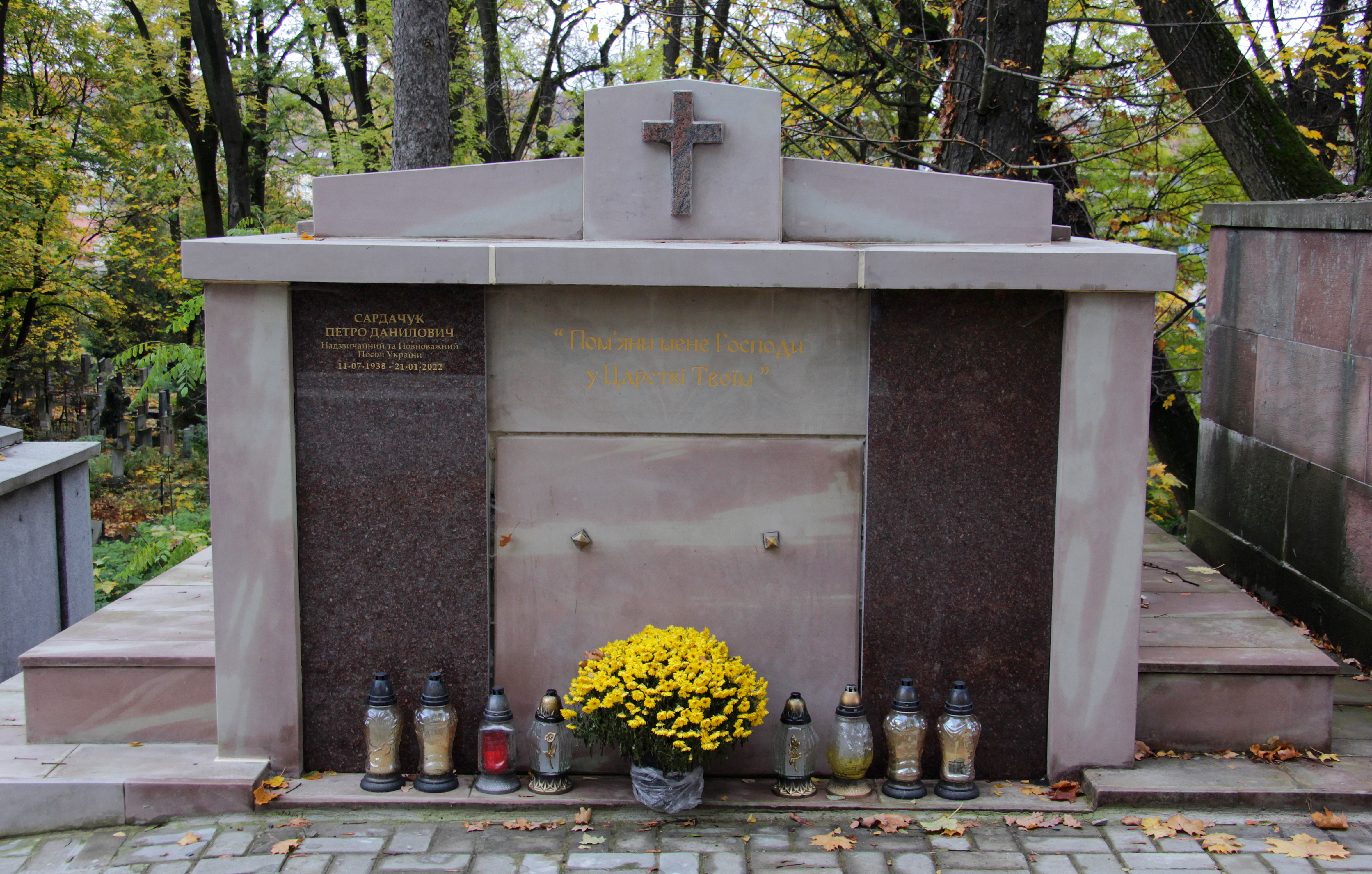
Могила Сардачука, Личаківський цвинтар

- з вересня 1993 року до грудня 1994 року — послом в Словаччині;
- з грудня 1994 року до грудня 1998 року — послом в Польщі;
- з лютого 1999 року до жовтня 2001 року — на посаді заступника Міністра закордонних справ України;
- з жовтня 2001 року до липня 2003 року — послом в Фінляндії;
- з квітня 2002 року по до липня 2003 року — послом за сумісництвом в Ісландії.

Після звільнення з дипломатичної служби Петро Сардачук працював радником-консультантом МЗС.
Останні роки працював професором і завідувачем кафедри міжнародних відносин в Прикарпатському національному університеті імені Василя Стефаника (з 2007 до 2011 року).
Похований у родинному гробівці на 45 полі Личаківського цвинтаря.

## Наукова діяльність
Автор публікацій з питань діяльності Дипломатичної служби України, зовнішньої політики України.

## Нагороди та почесні звання
- СРСР:
  - Орден Дружби народів;
  - Орден «Знак Пошани».
- Україна:
  - Почесна відзнака Президента України (1996)[3];
  - Орден «За заслуги» II ступеню (2000)[4].
- Інші:
  - Командорський хрест із зіркою ордену «Заслуг перед Республікою Польща» (Польща, 1997);
  - Орден Христа Спасителя (Українська православна церква Київського патріархату).[2]